# 周菊吾
周菊吾（1912年—1968年），汉族，能诗，工书，精篆刻。他求学于川大，受教于林山腴、庞石帚等名宿，后来执教于川大中文系，毕生研究唐宋文学，文采斐然，门生众多。
周菊吾酷爱篆刻，对秦汉玺印及明清诸大家的作品，广泛搜罗，尽力博览，刻印以圆朱文成就最高。20世纪40年代被誉为“西南第一”。印学家王家葵品评周菊吾的篆刻：“今论菊吾篆刻，印愈小愈精致，拟玺之作尤见功力，圆朱文多字印，精整典雅。”（《近代印坛点将录》)
周菊吾的印章多散见于古籍图书上的收藏章。在他过世以后，他的学生徐无闻与儿子周同甫搜罗、收集他散见于世的作品，于1988年出版的《周菊吾印存》。
1. ↑  .   [2017-01-05]. （原始内容存档于2019-08-12）.